# Photinus floridanus
Photinus floridanus là một loài bọ cánh cứng trong họ Đom đóm (Lampyridae). Loài này được Fall miêu tả khoa học năm 1927.